# 葛藤上節蜱
葛藤上節蜱（学名：Epitrimerus lobatiae）为節蜱科上節蜱屬下的一个种。